# Quadraceps novaeseelandiae
Quadraceps novaeseelandiae är en insektsart som beskrevs av Günter Timmermann 1953. Quadraceps novaeseelandiae ingår i släktet Quadraceps och familjen fjäderlöss. Inga underarter finns listade i Catalogue of Life.